# Polyrhaphis jansoni
Polyrhaphis jansoni es una especie de escarabajo longicornio del género Polyrhaphis, tribu Polyrhaphidini, subfamilia Lamiinae. Fue descrita científicamente por Pascoe en 1859.

## Descripción
Mide 19-32,5 milímetros de longitud.

## Distribución
Se distribuye por Bolivia, Brasil, Colombia, Ecuador, Perú y Venezuela.